# James Broselow
James Broselow (* 12. Januar 1943 in Woodbury, USA) ist ein US-amerikanischer Arzt für Notfallmedizin, Dozent, Erfinder und Unternehmer. 

## Leben
Er und sein Kollege Robert Luten sind in medizinischen Kreisen für die Erfindung des Broselow-Kindernotfallbands im Jahr 1985 bekannt, eines verbreiteten Hilfsmittels für Kindernotfallmedizin.
Derzeit ist Broselow Chief Medical Officer der eBroselow GmbH, die er 2009 mitbegründet hat, und die ein elektronisches Medikamentendosierungs- und Tracking-System für Rettungsdienst und Notaufnahme produziert. Broselow hält eine außerordentliche Professur für Notfallmedizin am College of Medicine der University of Florida. Broselow lebt mit seiner Frau in Hickory.

### Frühe Jahre
Broselow wurde in Woodbury, New Jersey geboren. Er wuchs in Franklinville, New Jersey, auf, schloss ein Grundstudium der Wirtschaftswissenschaft 1965 am Dartmouth College ab und machte 1969 seinen medizinischen Abschluss am New Jersey College of Medicine and Dentistry. Nach Abschluss des Medizinstudiums erhielt Broselow seine Approbation als Hausarzt und begann mit einer privaten Praxis in Frankenmuth, Michigan. Durch seine Arbeit in der privaten Praxis fing er an, sich für die Notfallmedizin zu interessieren und zog im Jahr 1980 nach North Carolina, wo er Notfallmedizin an drei kommunalen Krankenhäusern praktizierte: Lincoln County Hospital, Cleveland Memorial und Catawba Valley Medical Center. 2006 zog er sich aus der klinischen Tätigkeit zurück.

### Erfindungen und unternehmerische Arbeit
Broselow hält zwölf Patente auf seinem Namen im Zusammenhang mit der Notfallbehandlung von Kindern.

## Auszeichnungen und Anerkennungen
Im Jahr 2012 erhielt Broselow den Preis für sein Lebenswerk  des Institute for Safe Medication Practices (ISMP).
präz